# Joseph Garbaccio
Joseph Garbaccio est un skateur professionnel français, né en 1998, originaire de la ville du Havre. Même s'il évolue dans la discipline du bowl, il est surtout reconnu pour son talent en street. Il skate en position regular (pied gauche devant).

## Biographie
Joseph Garbaccio commence le skate vers l'âge de 5 ans grâce à son grand frère et à la vidéo DVS skate more. Il sera en tout sacré 9 fois champion de France. Il crée une chaine Youtube en 2019. En 2020, il profite du confinement pour éditer 3 livres intitulé Skate and Progress, trois guide de tricks permettant aux débutants et confirmés de progresser, avec un système de QR code permettant d'accéder à des vidéos explicatives. Ce livre est publié le 7 novembre 2020.  

## Carrière
Joseph Garbaccio gagne son premier titre de champion de France à 14 ans. Il gagnera cette compétition 9 fois en tout, avec 2 victoires dans la catégorie Bowl et 6 victoires dans la catégorie Street. Il reçoit aussi divers titres au FISE World, en finissant notamment plusieurs fois premier à différentes étapes (Arabie Saoudite, Chine, Montpellier, ... ). Il finit également 3e à la Simple Session de 2019, et 3e à l'instax skateboard street contest, organisé par le FISE de Montpellier en 2020 et 2025. Il participe 4 fois à la Street League et est noté Modèle:201 dans le Global Rank 2022 (classement mondial). En 2024 il participe aux Jeux olympiques de Paris dans la catégorie street hommes où il finira 20e.

## Vie Privée
En décembre 2024 il officialise sa relation avec la danseuse professionnel française alizée bois

## Résultats
| Date              | Compétition                                                               | Résultat |
| ----------------- | ------------------------------------------------------------------------- | -------- |
| 1 septembre 2013  | Old School Jam Qualifiers                                                 | 11e      |
| 18 avril 2015     | Simple Session Skateboarding Finals                                       | 12e      |
| 10 avril 2016     | Championnat de France                                                     | 1er      |
| 3 septembre 2016  | Red Bull Bowl Ripper Quaterfinal                                          | 16e      |
| 18 septembre 2016 | Fise World Series Park Finals                                             | 2e       |
| 30 octobre 2016   | Fise World Series Pro Finals                                              | 4e       |
| 29 avril 2017     | Oi Stu Open Men's Semi-Finals                                             | 6e       |
| 20 mai 2017       | Nike Am Series Barcelona Finals                                           | 13e      |
| 25 mai 2017       | FISE Montpellier Street Pro Finals                                        | 1er      |
| 18 juin 2017      | Graz Skate World Cup Mens                                                 | 13e      |
| 13 août 2017      | O Marisquino XVII Men's Street Finals                                     | 9e       |
| 19 août 2017      | Jackalope Festvial Men's                                                  | 13e      |
| 5 novembre 2017   | FISE Chengdu Pro Street Finals                                            | 1e       |
| 4 février 2018    | Simple Session Qualifiers                                                 | 26e      |
| 22 mars 2018      | FISE Jeddah Street Pro Finals                                             | 1er      |
| 07 avril 2018     | FISE Hiroshima Men's Final                                                | 7e       |
| 11 mai 2018       | FISE Montpellier Street Pro Finals                                        | 11e      |
| 3 juin 2018       | Far n High Mens                                                           | 5e       |
| 1 juillet 2018    | Mystic Sk8 Cup Mens Street Semi-Finals                                    | 18e      |
| 7 juillet 2018    | Green Anger, GRAZ at Austria Men's Street                                 | 2e       |
| 15 juillet 2018   | FISE Edmonton Street Pro Finals                                           | 3e       |
| 2 septembre 2018  | European Skateboard Championship Basel Switzerland Men's                  | 2e       |
| 3 novembre 2018   | FISE Chengdu Street Pro Finals                                            | 2e       |
| 10 janvier 2019   | Street League World Championships Rio de Janeiro Brazil Mens Qualifiers   | 21e      |
| 3 février 2019    | Simple Session Finals                                                     | 3e       |
| 16 mars 2019      | FISE Saudi Arabia Battle of the Champions Street Pro Finals               | 4e       |
| 19 mars 2019      | Far n High Mens Finals                                                    | 9e       |
| 22 mai 2019       | World Skate London Mens Open Street Qualifiers                            | 7e       |
| 25 mai 2019       | Street League World Skate London Mens Quaterfinals Street                 | 30e      |
| 28 juillet 2019   | World Skate Street League Pro Tour Los Angeles Mens Street Quaters Finals | 22e      |
| 3 septembre 2019  | International Skateboarding Open Henan Street Men's Semi-Finals           | 17e      |
| 19 septembre 2019 | Street League World Championships Sao Paulo Mens Quarter Finals           | 24e      |
| 8 octobre 2019    | European Steet Championships Mens Finals                                  | 7e       |
| 15 novembre 2019  | World Skate OI STU Open Mens Street Open Qualifiers                       | 22e      |
| 20 septembre 2020 | Instax Skateboard Street Contest Mens Pro                                 | 3e       |
| 7 août 2024       | Jeux olympique de Paris                                                   | 20e      |
| 2 juin 2025       | FISE 2025                                                                 | 1er      |
| 6 juillet 2025    | Championnat de France                                                     | 1er      |

## YouTube & Médias
Joseph Garbaccio publie la première vidéo de sa chaîne, un best of Instagram, le 22 juillet 2019. Depuis, il publie environ une vidéo toutes les unes à deux semaines. Sa chaîne YouTube a atteint les 311k abonnés en 2025. Il a notamment participé au DC Skate Tour de 2019, dont il a fait une vidéo sur sa chaîne YouTube(JosephGarbaccio ). Depuis la fin de 2020 et le début de 2021, il essaye de tourner une nouvelle vidéo part de skate en street sur YouTube. Joseph Garbaccio a notamment participé à des émissions de télévision comme Riding Zone, et a été interviewé par différentes chaînes de télévision telles que France 3 Normandie, Paris-Normandie TV ou encore sur la chaîne YouTube de la radio Mouv' .